# Hư nghĩ trấn Vĩnh Thử Tiêu

Đảo nhân tạo trên đá Chữ Thập, nơi đặt trụ sở hành chính của hư nghĩ trấn Vĩnh Thử Tiêu.

Hư nghĩ trấn Vĩnh Thử Tiêu (tiếng Trung: 永暑礁虛擬鎮; bính âm: Yǒngshǔ jiāo qūnǐzhèn) là một hư nghĩ trấn (đơn vị hành chính không chính thức, chỉ tồn tại trên giấy tờ, tương đương cấp thôn/tổ dân phố ở Việt Nam) thuộc thẩm quyền của quận Nam Sa, thành phố Tam Sa, tỉnh Hải Nam, Cộng hòa Nhân dân Trung Hoa.
Khu vực của hư nghĩ trấn bao gồm đảo nhân tạo và vùng phụ cận đá Chữ Thập thuộc quần đảo Trường Sa. Đơn vị dân cư này có mã phân chia hành chính ban đầu là 469038 và mã phân chia hành chính hiện tại là 460322.